# آی… ومپایر
آی...ومپایر (به انگلیسی: I…Vampire) یک مجموعه کتاب کمیک از انتشارات دی‌سی کامیکس است که توسط نویسنده جان مارک دمتیس و طراح تام ساتون خلق شده‌است؛ و دربارهٔ شخصیتی خیالی تحت نام اندرو بنت است. شخصیت و خط داستانی در ابتدا به عنوان یک داستان پشتیبان بین سال‌های ۱۹۸۱ و ۱۹۸۳ برای گلچین ادبی خانهٔ رمزآلود آغاز شد، اما تا اندازه‌ای به محبوبیت رسید که تبدیل به یک مجموعه اصلی و مستقل شد.
در سال ۱۵۹۱، زمانی که لرد اندرو بنت تبدیل به یک خون‌آشام شد، معشوقه‌اش مری سیوارد را نیز به یک خون‌آشام تبدیل کرد، اما او بواسطه قدرتی که بدست آورده بود به تباهی کشیده شد. سپس او نام مری، ملکهٔ خونین را برای خود انتخاب کرد و گروهی تحت عنوان ماه خونین متشکل از خون‌آشام‌ها را با هدف تصرف جهان بوجود آورد. مجموعه در ادامه داستان بنت در زمان حال را روایت می‌کند که سعی دارد اشتباه خود را جبران کند و مری و گروه ماه خونین را از بین ببرد.